# Tín biểu các tông đồ

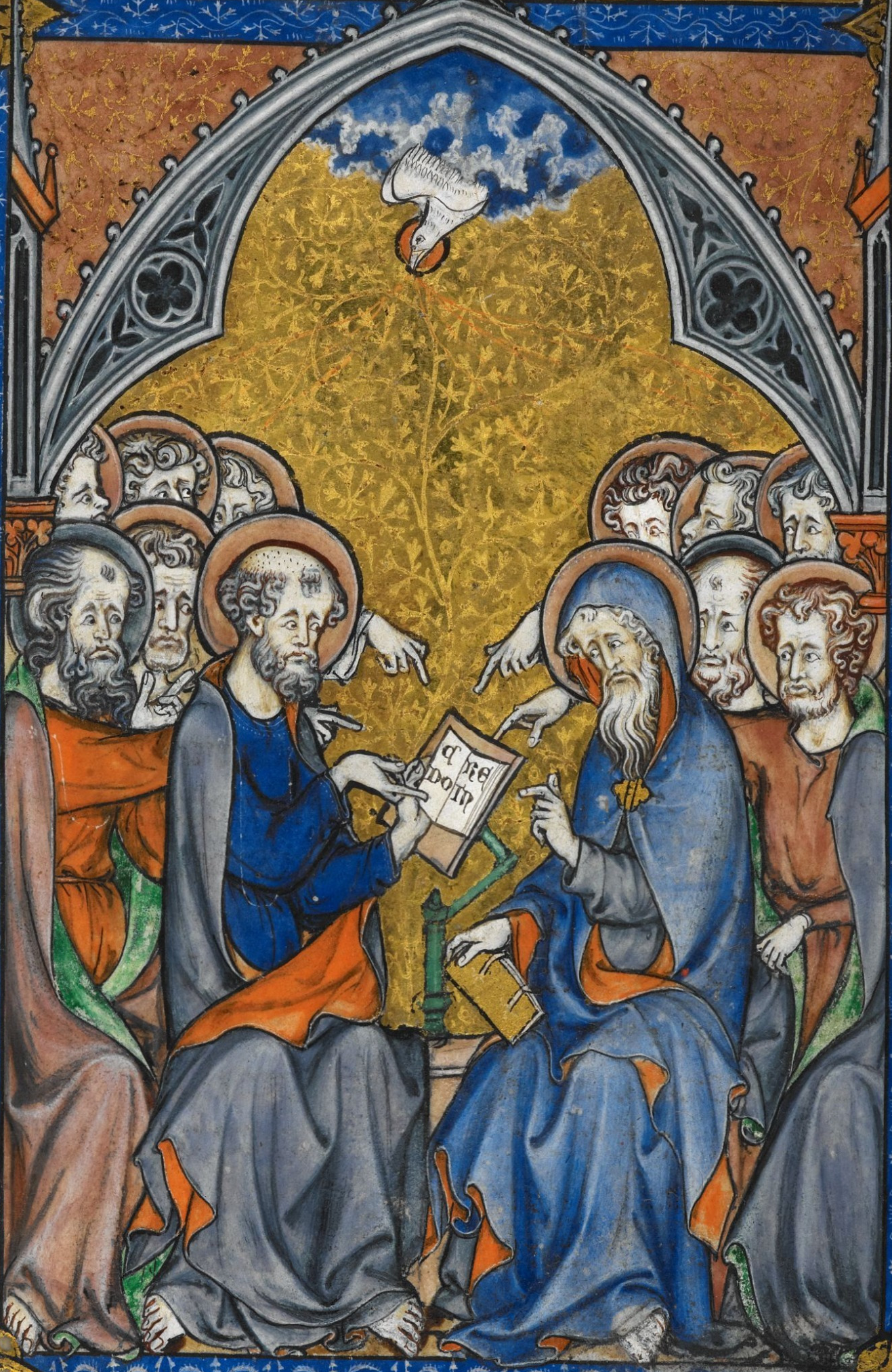
Hình minh họa Thế kỷ XIII thể hiện các Tông đồ đang viết Kinh Tin kính dưới sự linh hứng của Chúa Thánh Thần.

Kinh Tin kính của các Tông đồ (theo cách gọi của Công giáo) hay Bài Tín điều các Sứ đồ (theo cách gọi của Tin Lành) có tên đầy đủ là: Lời tuyên tín của các tông đồ (tiếng Latinh: Symbolum Apostolorum hoặc Symbolum Apostolicum), được xem là một lời tuyên bố niềm tin Kitô giáo ngay từ thời sơ khai. Kinh này được sử dụng rộng rãi trong một số giáo phái Kitô giáo như: Giáo hội Công giáo Rôma, Giáo hội Luther, Anh giáo, Tin Lành và Chính thống giáo.

## Văn bản
| Bản Latinh | Bản dịch tiếng Việt theo Công giáo | Bản dịch tiếng Việt theo Đạo Tin Lành |
| --- | --- | --- |
| Credo in Deum Patrem omnipotentem, Creatorem caeli et terrae, et in Iesum Christum, Filium Eius unicum, Dominum nostrum, qui conceptus est de Spiritu Sancto, natus ex Maria Virgine, passus sub Pontio Pilato, crucifixus, mortuus, et sepultus, descendit ad ínferos, tertia die resurrexit a mortuis, ascendit ad caelos, sedet ad dexteram Patris omnipotentis, inde venturus est iudicare vivos et mortuos. Credo in Spiritum Sanctum, sanctam Ecclesiam catholicam, sanctorum communionem, remissionem peccatorum, carnis resurrectionem, vitam aeternam. Amen | Tôi tin kính Đức Chúa Trời là Cha phép tắc vô cùng dựng nên trời đất. Tôi tin kính Đức Chúa Giêsu là Con Một Đức Chúa Cha cùng là Chúa chúng tôi; bởi phép Đức Chúa Thánh Thần mà Người xuống thai, sinh bởi Bà Maria đồng trinh chịu nạn đời quan Phongxiô Philatô, chịu đóng đinh trên cây Thánh giá, chết và táng xác; xuống ngục tổ tông, ngày thứ ba bởi trong kẻ chết mà sống lại; lên trời ngự bên hữu Đức Chúa Cha phép tắc vô cùng; ngày sau bởi trời lại xuống phán xét kẻ sống và kẻ chết. Tôi tin kính Đức Chúa Thánh Thần. Tôi tin Hội thánh hằng có ở khắp thế này, các thánh thông công. Tôi tin phép tha tội. Tôi tin xác loài người ngày sau sống lại. Tôi tin hằng sống vậy. Amen. | Tôi tin Đức Chúa Trời toàn năng là Cha, là Đấng dựng nên trời đất. Tôi tin Jêsus Christ là Con độc sanh của Đức Chúa Trời, là Chúa chúng ta; Ngài được thai dựng bởi Thánh Linh, sanh bởi nữ Đồng trinh Mari, chịu thương khó dưới tay Bôn-xơ Phi-lát, bị đóng đinh trên Thập tự giá, chịu chết và chôn; Ngài xuống âm phủ; đến ngày thứ ba; Ngài từ kẻ chết sống lại; Ngài thăng thiên, ngồi bên hữu Đức Chúa Trời toàn năng là Cha; từ đó, Ngài sẽ trở lại để xét đoán kẻ sống và kẻ chết. Tôi tin Thánh Linh. Tôi tin Hội thánh phổ thông, sự cảm thông của thánh đồ, sự tha tội, sự sống lại của thân thể, và sự sống đời đời. Amen. |